# Beiladung (Recht)
Als Beiladung bezeichnet man im deutschen Prozessrecht die Möglichkeit, Dritte – also Personen, die weder Kläger noch Beklagter sind – in einem Gerichtsverfahren zu Beteiligten zu machen. 

## Rechtsgrundlagen
Rechtsgrundlage ist § 65 VwGO im Verwaltungsgerichtsverfahren, § 75 SGG im Sozialgerichtsverfahren und § 60 FGO im Finanzgerichtsverfahren; weiterhin bieten einige Spezialgesetze die Möglichkeit der Beiladung, u. a. das Kapitalanleger-Musterverfahrensgesetz, das Wohnungseigentumsgesetz und das Gesetz gegen Wettbewerbsbeschränkungen.

## Rechtliche Interessen des Beigeladenen
Beigeladen werden können Personen, deren rechtliche Interessen durch die Entscheidung berührt werden (§ 65 Abs. 1 VwGO, § 75 Abs. 1 SGG, § 60 Abs. 1 FGO). Man spricht hierbei von einer einfachen Beiladung. Die Beiladung geschieht entweder von Amts wegen oder auf Antrag. Beispiel: Ein Bauherr klagt auf Erteilung einer Baugenehmigung, die die Interessen des Nachbarn beeinträchtigen könnte. In diesem Fall kann der Nachbar beigeladen werden.
Wenn an dem streitigen Rechtsverhältnis Dritte derart beteiligt sind, dass die Entscheidung auch ihnen gegenüber nur einheitlich ergehen kann, so müssen die Dritten beigeladen werden (§ 65 Abs. 2 VwGO, § 75 Abs. 2 SGG, § 60 Abs. 3 FGO). Dies wird als notwendige Beiladung bezeichnet. Beispiel: Ein Nachbar klagt gegen die einem Bauherrn erteilte Baugenehmigung. In diesem Fall muss der Bauherr beigeladen werden.

## Massenverfahren
Kommen in einem verwaltungsgerichtlichen Massenverfahren mehr als fünfzig Personen (§ 65 Abs. 3 VwGO) bzw. in einem sozialgerichtlichen Verfahren mehr als zwanzig Personen (§ 75 Abs. 2a SGG) für eine notwendige Beiladung in Betracht, kann das Gericht beschließen, dass nur Personen beigeladen werden, die dies beantragt haben. Ein solcher Beschluss ist im elektronischen Bundesanzeiger sowie in der regionalen Tagespresse zu veröffentlichen. Die Antragsfrist muss mindestens drei Monate betragen. Rechtskräftige Urteile sind allerdings auch für Personen bindend, die nicht fristgerecht den Antrag auf Beiladung gestellt haben.

## Beteiligtenstellung
Der Beigeladene ist gemäß § 63 VwGO Beteiligter am Verfahren. Ihm sind die Schriftsätze zuzustellen und er ist zu den Terminen zu laden. Er kann gemäß § 66 VwGO (§ 75 Abs. 4 SGG, § 60 Abs. 6 FGO) selbständig Angriffs- und Verteidigungsmittel geltend machen und alle Verfahrenshandlungen wirksam vornehmen. Abweichende Sachanträge kann er jedoch nur stellen, wenn es sich um eine notwendige Beiladung handelt.
Eine Verurteilung des Beigeladenen ist nur im sozialgerichtlichen Verfahren vorgesehen und nur in den im Gesetz abschließend aufgeführten Rechtsgebieten (§ 75 Abs. 5 SGG). Eine Verurteilung nach dieser Vorschrift entbindet von der Pflicht zur Durchführung eines Vorverfahrens gegenüber dem Beigeladenen (§ 78 Abs. 1 Satz 2 Punkt 1 SGG). Die Verurteilung des Beigeladenen ist subsidiär; das Gericht darf einen Anspruch gegen den Beigeladenen nur prüfen, wenn es zuvor einen Anspruch gegen den Beklagten verneint hat. Darüber hinaus ist eine Verurteilung des Beigeladenen nur dann zulässig, wenn entweder der Streitgegenstand mit dem des Beklagten identisch ist oder die Streitgegenstände von Beklagtem und Beigeladenem sich gegenseitig ausschließen; nicht zulässig ist es hingegen, den Beigeladenen zu Leistungen zu verurteilen, die in keinem Zusammenhang zum gegen den Beklagten geltend gemachten Anspruch stehen.
Im sozialgerichtlichen Verfahren kann der Beigeladene demnach auch Rechtsmittel wie Berufung oder Revision einlegen. In so einem Fall muss das Rechtsmittelgericht immer auch einen Anspruch des Klägers gegen den Beklagten prüfen, auch wenn kein entsprechender Antrag gestellt worden ist; der Kläger darf nicht schlechter gestellt werden, als wenn der Beklagte verurteilt worden wäre.